# Titan Saturn System Mission

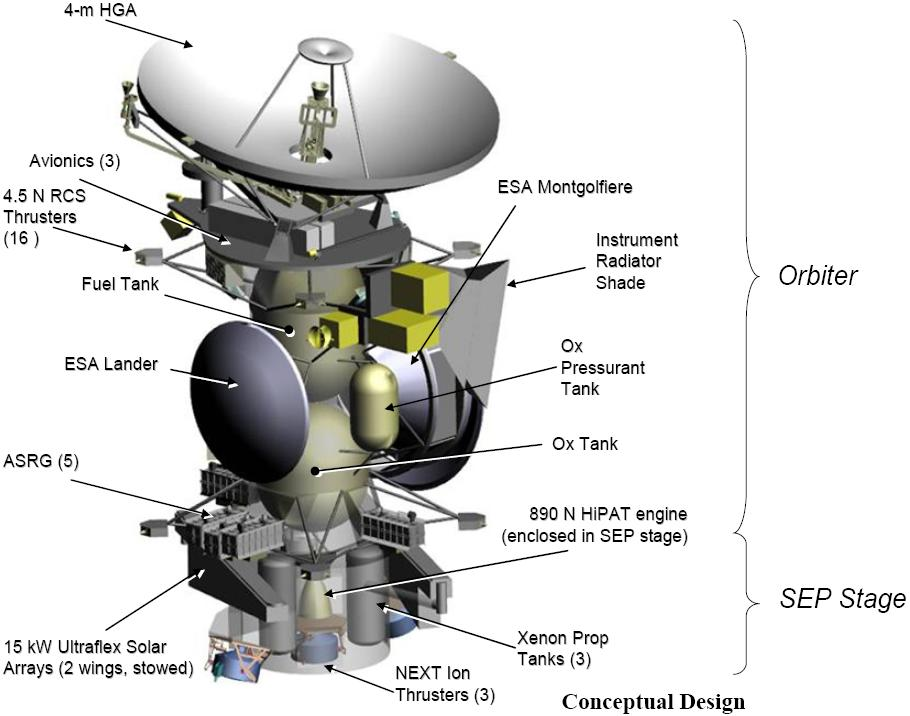
Titan Saturn System Mission (TSSM)

Titan Saturn System Mission (TSSM) — проєкт Європейського космічного агентства (ЄКА) з вивчення системи Сатурна, зокрема його супутників Титана й Енцелада, де були зроблені унікальні відкриття місії «Кассіні — Гюйгенс», розроблявся у співробітництві з НАСА. За розрахунком НАСА, проєкт мав коштувати 2,5 млрд доларів. TSSM передбачалося запустити на початку 2020-х років.
TSSM конкурував з іншим проєктом європейського космічного агентства — Europa Jupiter System Mission, поки в лютому 2009 року пріоритет не було надано останньому.
Використовуючи гравітаційні маневри біля Землі та Венери, апарат мав досягти околиць Сатурна 2029 року. З чотирирічного плану польоту два роки відводилося на вивчення Сатурна, два місяці — на вивчення поверхні Титана за допомогою посадкового модуля і двадцять місяців — на орбітальну фазу дослідження Титана.
У проєкті можлива участь Росії. Угода про участь Роскосмосу в місії обговорюється[джерело?].

## Як з'явився проєкт
Проєкт Титан — Сатурн був створений у січні 2009 року шляхом злиття двох інших проєктів: місії Титан — Енцелад (Titan and Enceladus Mission — TandEM) Європейського космічного агентства і Titan Explorer 2007 НАСА.

## План проєкту

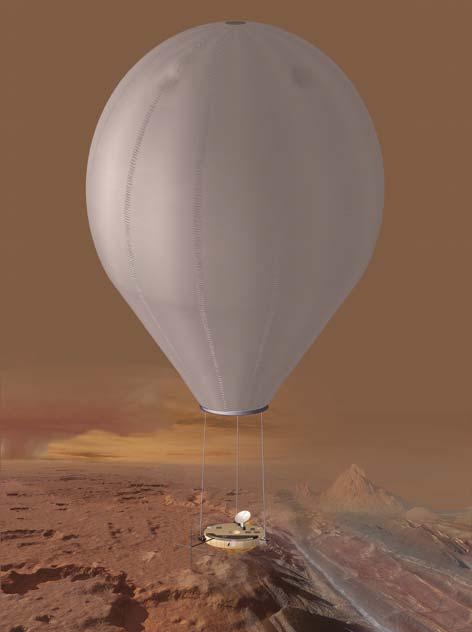
За задумом, повітряна куля мала «плавати» в атмосфері Титана

Апарат TSSM мав містити один орбітальний і два спускних модулі: повітряну кулю, яка мала літати в атмосфері Титана, і посадковий модуль, який мав сісти на поверхню одного з метанових озер.
Апарати планувалося обладнати радарами, фотокамерами, приладами сканування поверхні та атмосфери. Нова апаратура набагато краща й сучасніша, ніж у попередньої місії — «Кассіні — Гюйгенс». Дані, отримані спускними апаратами, мали передаватися на орбітальний модуль і далі на Землю.
Щоб досягти Сатурна, космічний корабель мав здійснювати гравітаційні маневри біля інших планет. План передбачав запуск у вересні 2020 року, використання чотириразового гравітаційного маневру Земля — Венера — Земля — Земля для максимального прискорення і прибуття до Сатурна через 9 років, у жовтні 2029 року. Це один із декількох планів з доставки апарата до Сатурна.
Після прибуття до Сатурна в жовтні 2029 року хімічний двигун мав вивести апарат на орбіту навколо Сатурна. Дворічна робота біля планети мала відбуватися «по ситуації». Вона мала включати в себе щонайменше сім прольотів і зближень з Енцеладом і шістнадцять — із Титаном. Протягом цього періоду буде повторений гравітаційний маневр, який дасть необхідну енергію, щоб переміститися до орбіти Титана. Як тільки апарат завершить обліт Енцелада, він почне аналізувати незвичайні кріовулканічні утворення на його південному полюсі.
Повітряна куля буде спущена в атмосферу Титана під час першого обльоту. Вона перебуватиме в повітряному просторі супутника шість земних місяців: із квітня по жовтень 2030 року. Ґрунтуючись на даних місії «Кассіні — Гюйгенс», куля плаватиме в небі Титана до закінчення свого терміну служби по 20-му градусу північної широти й у 10 кілометрах над поверхнею.

### Посадковий модуль

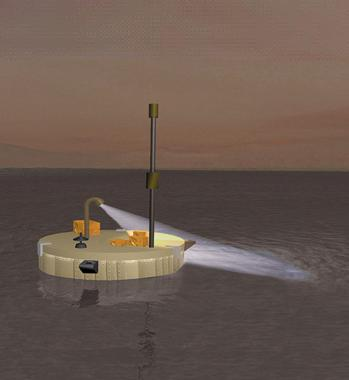
Titan Mare Explorer (TiME), посадочний модуль

Багато ідей було запропоновано щодо концепції озерного посадкового модуля. Один із найдетальніших планів, так званий Titan Mare Explorer (TiME), спочатку передбачався як окрема місія, але зрештою був відкладений і включений в TSSM. Посадковий модуль буде випущений з центрального апарата під час другого прольоту навколо Титана. Оскільки атмосферу супутника туманна, а відстань до Сонця велика, апарат не оснащений комплектом сонячних батарей. Їх замінить радіоізотопний генератор енергії (англ. Advanced Stirling Radioisotope Generator, ASRG). Спеціально створений дослідний зразок із величезним запасом енергії, яка повинна забезпечити безперебійним живленням як і сам посадковий зонд, так і майбутні космічні місії. Модуль сяде в зону Моря Лігеі, північне полярне море з рідких вуглеводнів в 79° пн. ш. Апарат спускатиметься на парашуті, подібно до модуля «Гюйгенс» (2005). Через кілька годин він сяде на рідку поверхню. Це буде перше плавання земного апарата в інопланетному морі. Основне завдання апарата — пошук найпростіших форм життя протягом від трьох до шести місяців, включаючи 6 годин атмосферного спуску.

## Цілі й завдання місії
- Дослідити Титан як цілісну систему.
- Виявити передбачувані органічні форми життя на Титані.
- Уточнити модель еволюції Титана.
- Отримати нові дані про магнітосферу Сатурна і Енцелада.

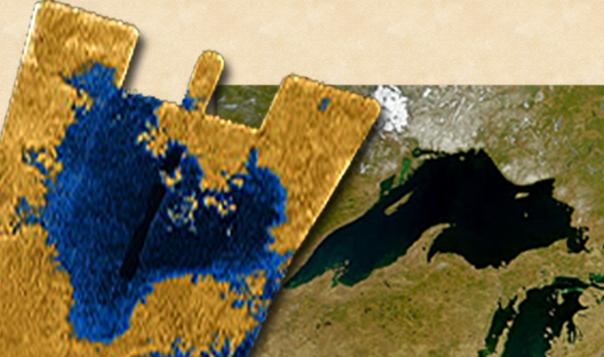
Порівняння озера на Титані з найбільшим земним прісноводним озером Верхнім

На Титані головне завдання полягає в тому, щоб отримати інформацію про такі аспекти, як: склад поверхні й географічний розподіл різних органічних елементів, виявлення метанового циклу і басейнів метану, активний чи зараз кріовулканізм і тектонізм, присутній або відсутній аміак, вивчення підповерхневого океану, магнітного поля і багато чого іншого.
Передбачається, що колообіг метану на Титані аналогічний земному гідрологічному циклу. Залишається невирішеним питання про джерело поповнення метану. Можливо, внутрішній океан, який виявив Кассіні, складається з рідкої води.